# 黒磯バイパス

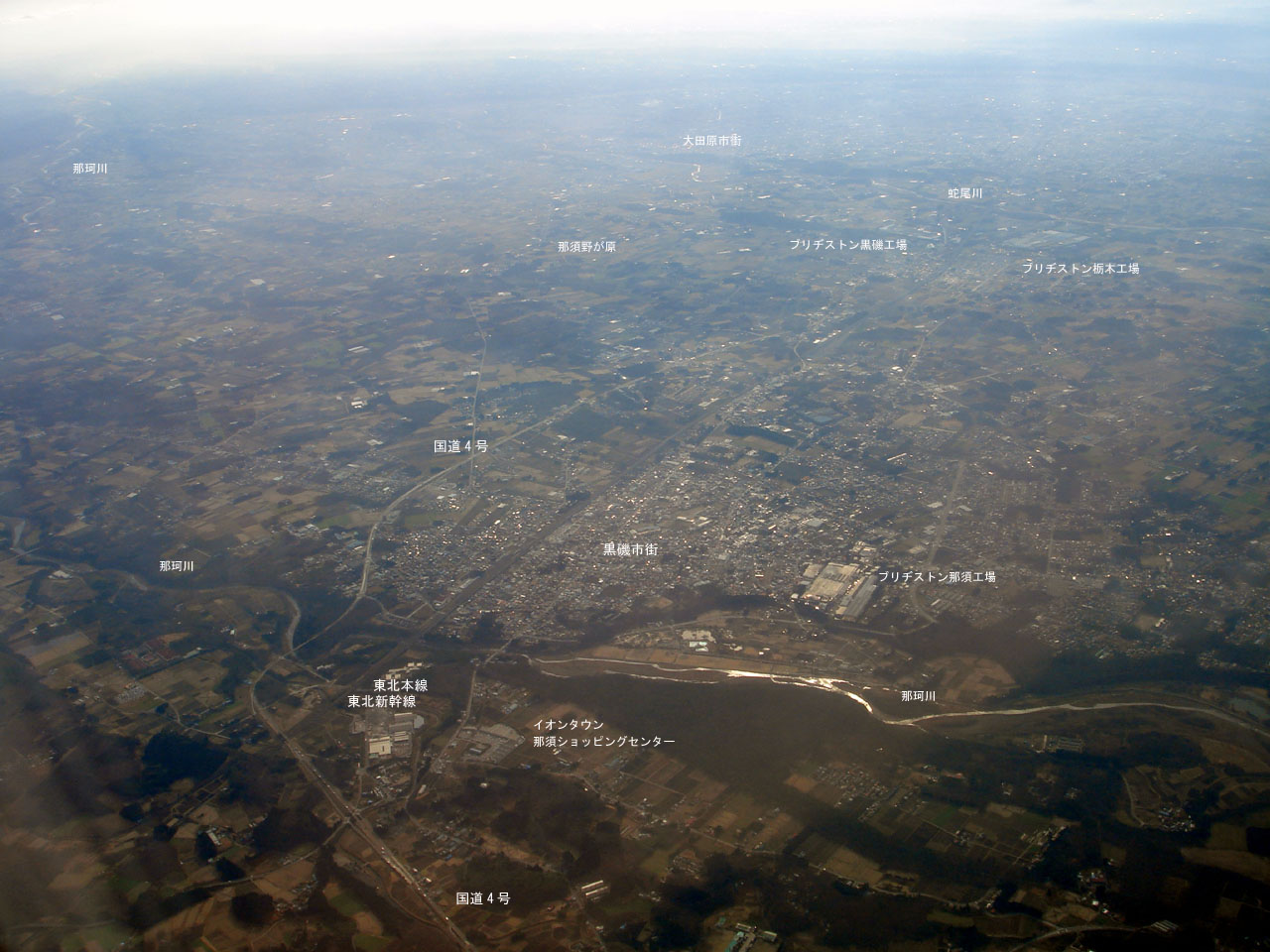
写真中央左:国道4号が黒磯バイパス。那珂川の手前が那須町高久甲、那珂川の奥側が那須塩原市黒磯地区。解説無し画像はこちら

黒磯バイパス（くろいそバイパス）は、栃木県那須塩原市上大塚新田から那須郡那須町高久甲に至る国道4号のバイパス。1976年 - 1978年に開通した。
黒磯市街を通過する旧道は栃木県道303号黒磯高久線に降格しており、本バイパス道路が国道4号の現道となる。

## 概要
- 起点：栃木県那須塩原市上大塚新田
- 終点：栃木県那須郡那須町大字高久甲
- 最急勾配 : 4%
- 最小半径 : 400m

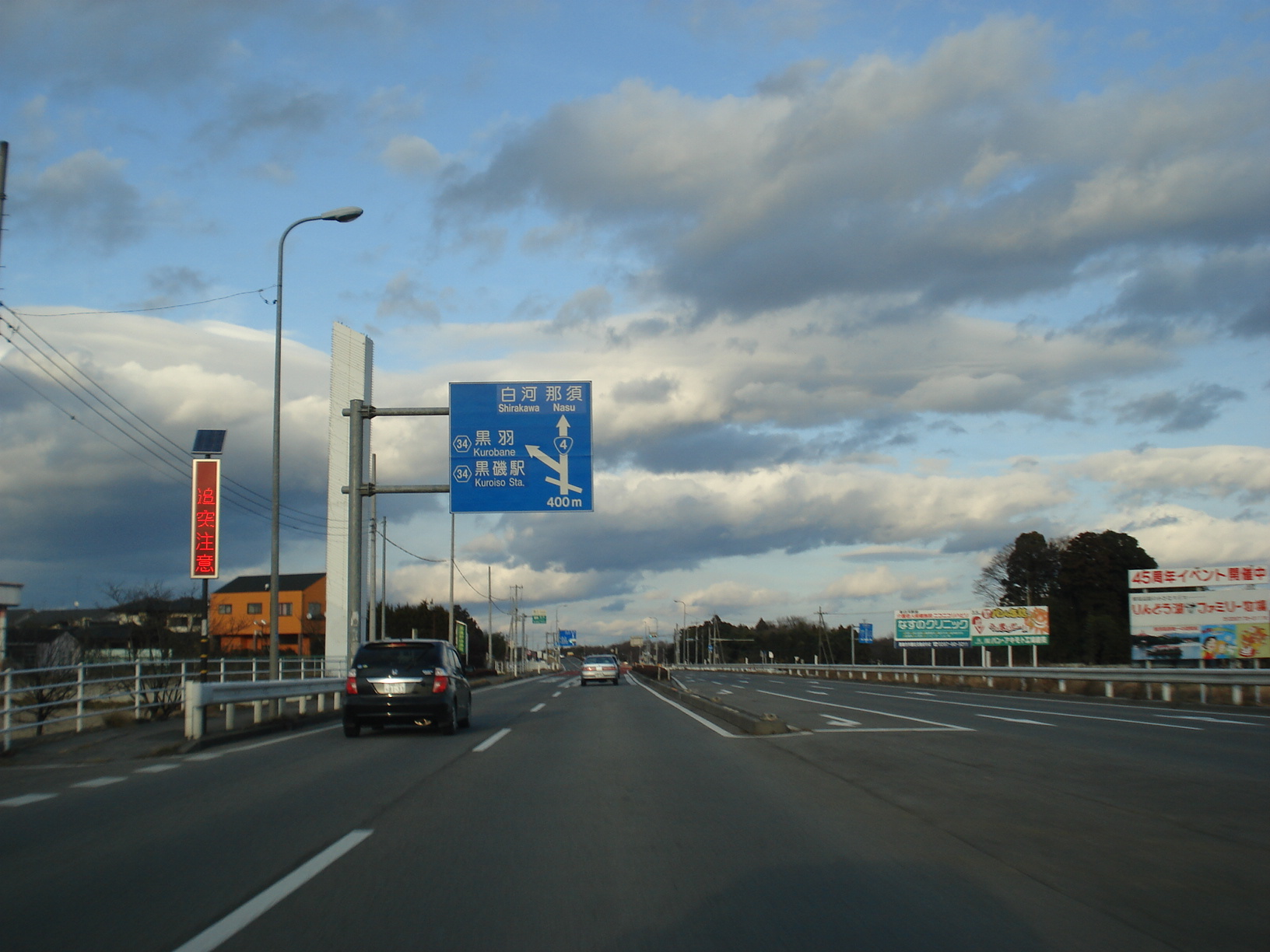
那須塩原市鍋掛付近
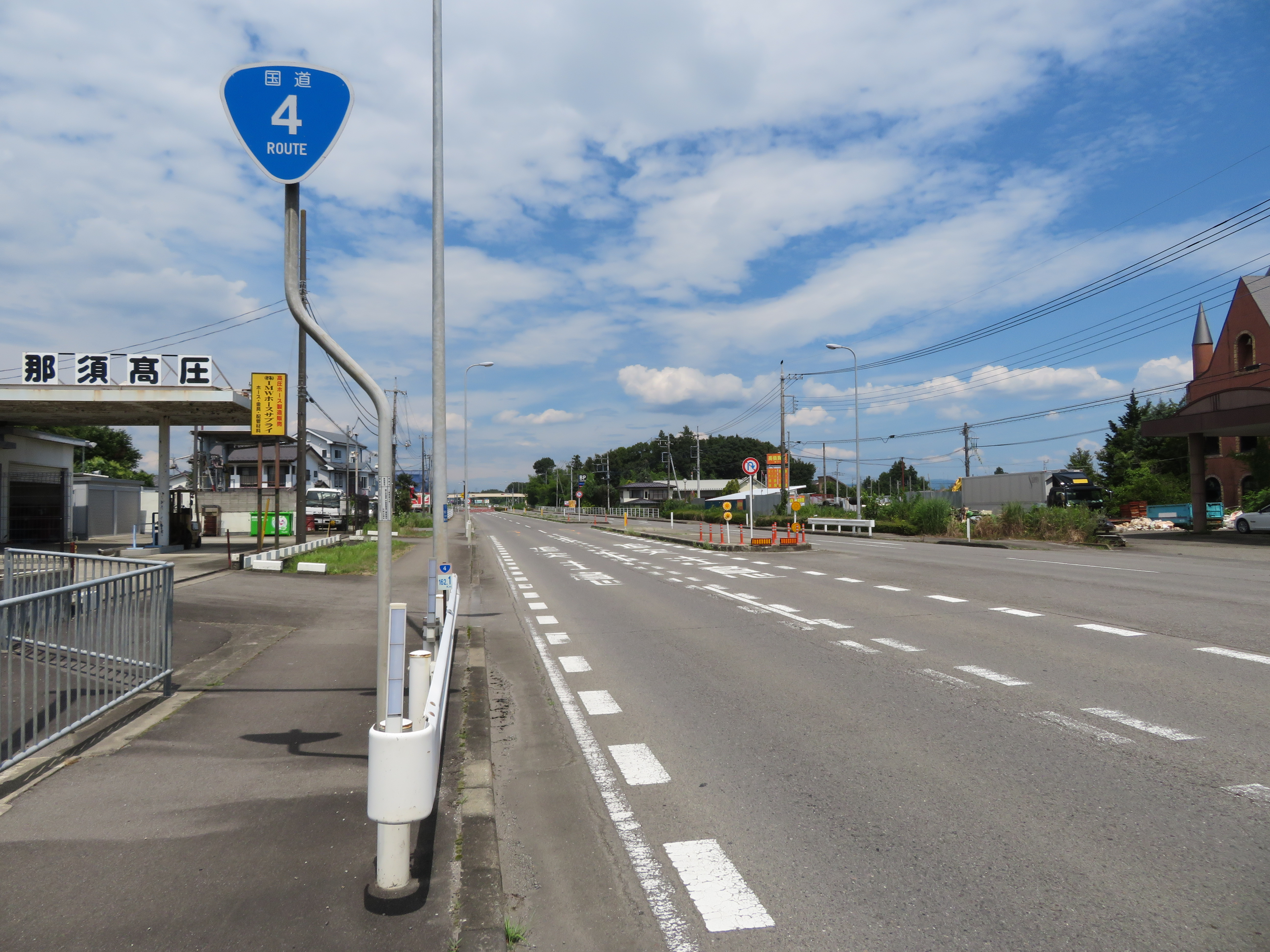
那須塩原市豊浦付近

## 交差する道路など
| 交差点名・施設名         | 接続路線など        | 最高速度 (km/h) | 車線数 （供用/計画） | 所在地 | 所在地     | 所在地 |
| ------------------------ | ------------------- | --------------- | -------------------- | ------ | ---------- | ------ |
| 国道4号 宇都宮・矢板方面 |                     |                 |                      |        |            |        |
| 大塚新田                 | 県道303号黒磯高久線 | 50              | 4/4                  | 栃木県 | 那須塩原市 |        |
| 鍋掛豊浦                 | 県道34号黒磯黒羽線  | 50              | 4/4                  | 栃木県 | 那須塩原市 |        |
| 新晩翠橋                 | 那珂川              | 50              | 4/4                  | 栃木県 | 那須塩原市 |        |
| 新晩翠橋                 | 那珂川              | 50              | 2/4                  | 栃木県 | 那須町     |        |
| -                        | 県道178号稲沢高久線 | 50              | 2/4                  | 栃木県 | 那須町     |        |
| 那須跨線橋               | 東北本線            | 50              | 2/4                  | 栃木県 | 那須町     |        |
| 高久跨道橋               | 県道211号豊原高久線 | 50              | 2/4                  | 栃木県 | 那須町     |        |
| -                        | 県道17号那須高原線  | 50              | 2/4                  | 栃木県 | 那須町     |        |
| 弓落                     | 県道303号黒磯高久線 | 50              | 2/4                  | 栃木県 | 那須町     |        |
| 国道4号 郡山・白河方面   |                     |                 |                      |        |            |        |

## 歴史
- 1976年 - 1978年：開通

バイパスの路線は昭和43年(1968)度から始められ、同45年1月6日に承認された。
黒磯市上大塚新田から那須町弓落に至るもので、幅員は低盛土の所で22.0m、高盛士の部分で18.5m (盛士は含まない)。
工事は昭和48年（1973)10月に、上大塚新
田・下豊浦間で着工された。那珂川には、新
しく長さ174.1mの新晩翠橋がかけられた（昭和53年4月1日開通)。
そして全線が開通したのは、昭和53年(1978)11月1日のことであった(敷地は4車線、開通は片側2車線)。
開通当時、鍋掛（黒羽）街道との交差点及び高久の旧線(県道211号線)との交差点には橋がなかったが、昭和54年12月25日に下豊浦路道橋及び高久立体橋が完成した

## 路線状況

### 交通量
2005年度（平成17年度道路交通センサスより）
平日24時間交通量（台）
- 那須塩原市下厚崎51-3：19,339